# Cenário de filmagem de Hobbiton

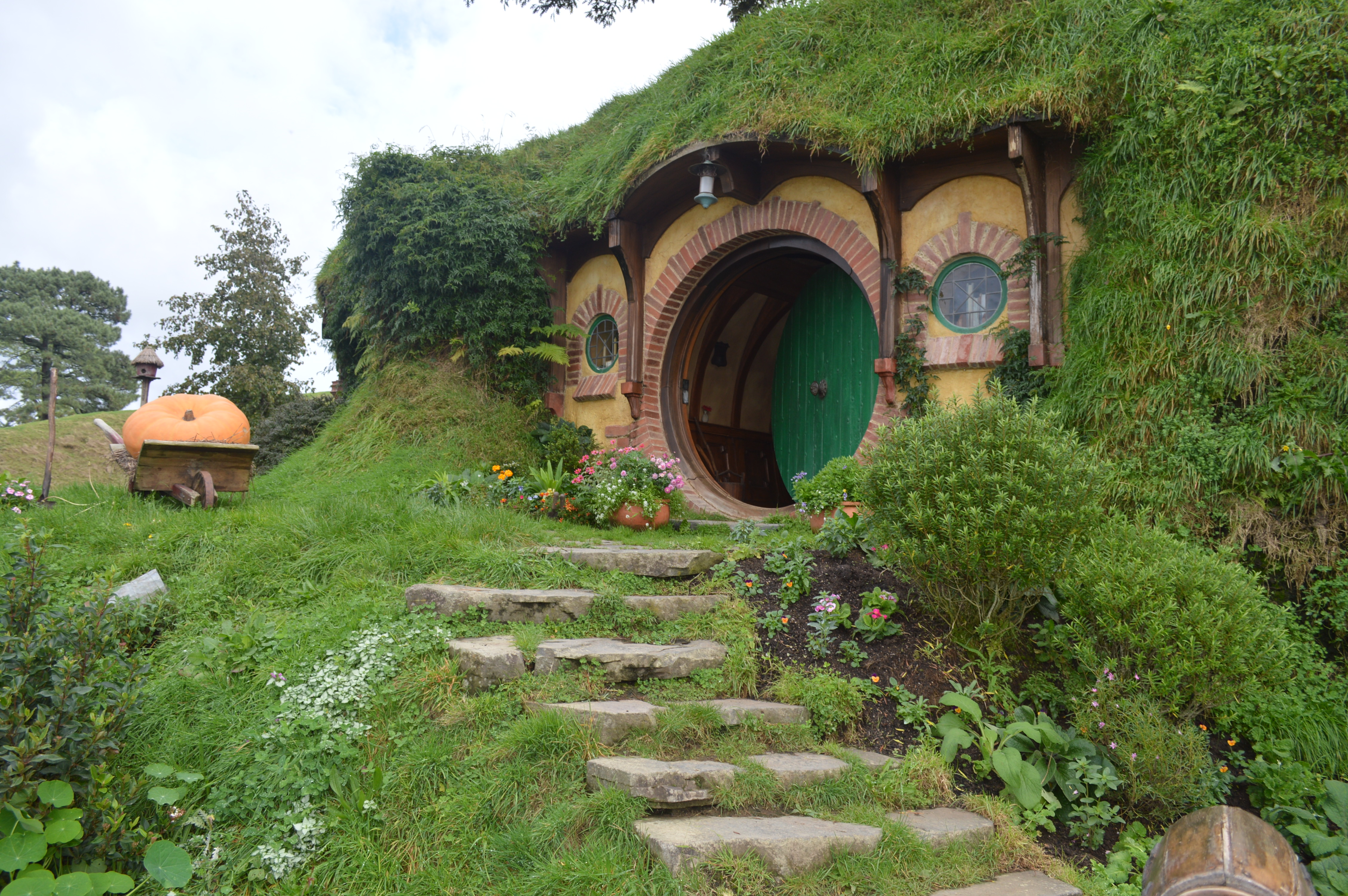
Casa Bag End na Vila dos Hobbits

O set de filmagem de Hobbiton  é um local significativo usado para a trilogia de filmes O Senhor dos Anéis e a trilogia de filmes O Hobbit, servindo como substituto para a cidade de Hobbiton no Condado em ambas as trilogias. Ele está situado em uma fazenda familiar a cerca de 8 quilômetros a oeste de Hinuera e 10 quilômetros a sudoeste de Matamata, em Waikato, Nova Zelândia, e é hoje um destino turístico de Tolkien, oferecendo uma visita guiada ao conjunto.

## História do set pré-filme
A geologia da área é a da Formação Hinuera, um grupo de lodos aluviais, areias e cascalhos formados no Último Período Glacial .  Originalmente em grande parte um pântano, foi transformado no século XIX por um esquema de drenagem em grande escala e é agora uma terra agrícola fértil e uma importante área de criação de cavalos de corrida . 
A família Alexander mudou-se para a propriedade 500 hectares de pastagens onde o local foi localizado em 1978. Desde então é uma fazenda de criação de gado com 13 mil ovelhas e 300 bovinos Angus de corte. As principais fontes de rendimento da agricultura são o carneiro, a lã e a carne bovina.  

## O senhor dos Anéis
Quando Peter Jackson começou a procurar locais adequados para a série de filmes O Senhor dos Anéis,  ele viu pela primeira vez a Fazenda Alexander durante uma busca aérea  em 1998  e concluiu que a área era "como uma fatia de antiga Inglaterra".  O decorador do cenário , Alan Lee, comentou que as colinas do local "pareciam que os Hobbits já haviam começado as escavações".  Parte do local possui um lago com braço longo que pode funcionar como rio. 

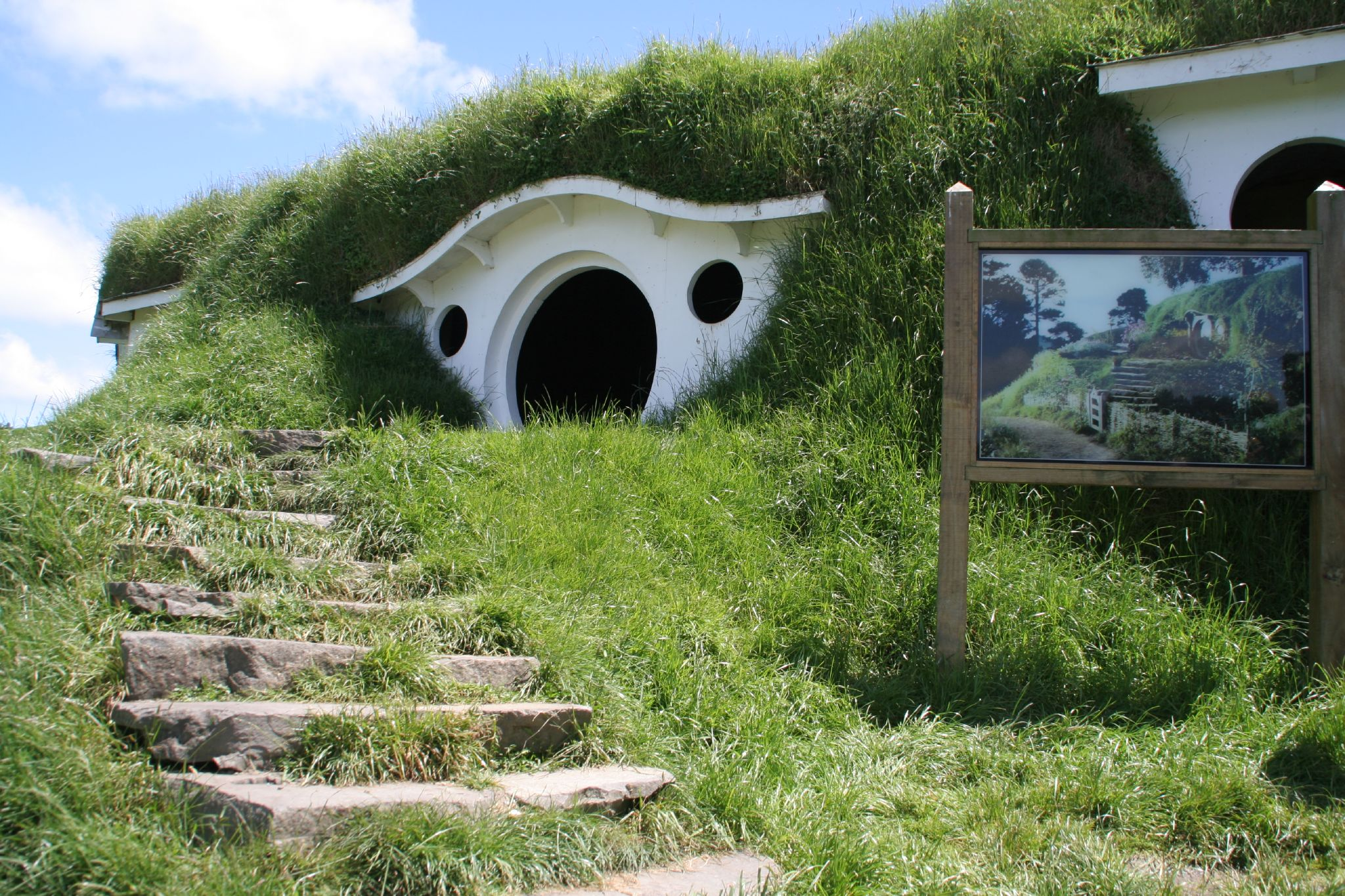
O exterior do Bag End em 2006 antes de sua reforma em 2010

Após negociações adequadas com os proprietários, o trabalho começou para transformar parte da fazenda em conjuntos para Hobbiton e outras partes do Condado de JRR Tolkien em março de 1999.  O Exército da Nova Zelândia trouxe equipamento pesado para percorrer 1,5 quilômetros (0,93 mi) de estrada até o local a partir da estrada local mais próxima e das obras iniciais de terreno. Outros trabalhos incluíram a construção de fachadas para 37 tocas de Hobbit e jardins e sebes associados, um moinho e uma ponte de arco duplo, e a construção de um carvalho 26 toneladas (29 toneladas) acima de Bolsão que foi cortado perto de Matamata e recriado no local, completo com folhas artificiais. A palha dos telhados dos bares e moinhos era feita com junco que crescia na fazenda. Geradores foram instalados e água e esgoto também tiveram que ser considerados. As refeições foram disponibilizados para o elenco de até 400 pessoas mais a equipe técnica e visitantes por dia.  
Jackson escreveu: “Eu sabia que Hobbiton precisava ser quente, confortável e sentir-se habitado. Ao deixar as ervas daninhas crescerem pelas fendas e ao estabelecer sebes e pequenos jardins um ano antes das filmagens, acabamos com um lugar incrivelmente real, não apenas um filme. definir".  Lee comentou que "foi gratificante ver que tinha assumido algo da aparência da zona rural de Devonshire em que morei nos últimos vinte e cinco anos". 

## FilmandoO Hobbit
O cenário original não foi construído para durar, as fachadas do buraco do hobbit foram construídas com madeira não tratada, lona e poliestireno e parcialmente demolidas após as filmagens.  Em 2010, o cenário foi reconstruído de forma mais permanente para O Hobbit: Uma Jornada Inesperada,   cujas filmagens começaram em 2011.  Ian McKellen reprisou seu papel como Gandalf, o Cinzento e foi acompanhado na locação de Hobbiton por Martin Freeman, que observou que o local "parecia apenas um lugar onde as pessoas viviam e onde as pessoas trabalhavam". 

## Centro de visitantes
As visitas guiadas ao local do set de filmagem de 5,5 hectares (14 acre(s)s) começaram em 2002  e continuam a ser oferecidas diariamente. A excursão de duas horas é muito popular e recomenda-se reserva antecipada.   
Os destaques do passeio incluem Bagshot Row, Party Tree e a casa de Bilbo's Bag End . Existem agora 44 tocas de hobbit à vista   embora só seja possível entrar em algumas delas, todas com interiores pequenos, inacabados e com paredes de terra.  (O interior de Bag End foi filmado num estúdio em Wellington ).  Os buracos dos hobbits no local foram projetados e construídos em uma das três escalas diferentes. Além dos menores construídos no tamanho correto (os hobbits são menores que os humanos), alguns são construídos em uma escala maior para fazer os atores hobbits parecerem menores, e alguns foram construídos em uma escala "anã" para cenas contendo anões. Salvo algumas exceções, a cor da porta da frente indica a escala, por exemplo, as tocas dos hobbits com uma porta azul são construídas na escala correta para os humanos.
As bebidas estão disponíveis no "The Shires Rest Cafe" antes ou depois dos passeios. Café da manhã e, de fato, "Segundo Café da Manhã" são servidos.  Em 2012, a pousada "Green Dragon" (uma réplica do Dragão Verde que apareceu nas trilogias O Senhor dos Anéis e Hobbit) foi inaugurada no local.  Também existe uma loja que vende mercadorias e souvenirs ao lado do café e os eventos noturnos começaram em 2014. Os passeios geralmente receberam boas críticas.   Até em 2013, o local recebeu aproximadamente 500 mil pessoas.  

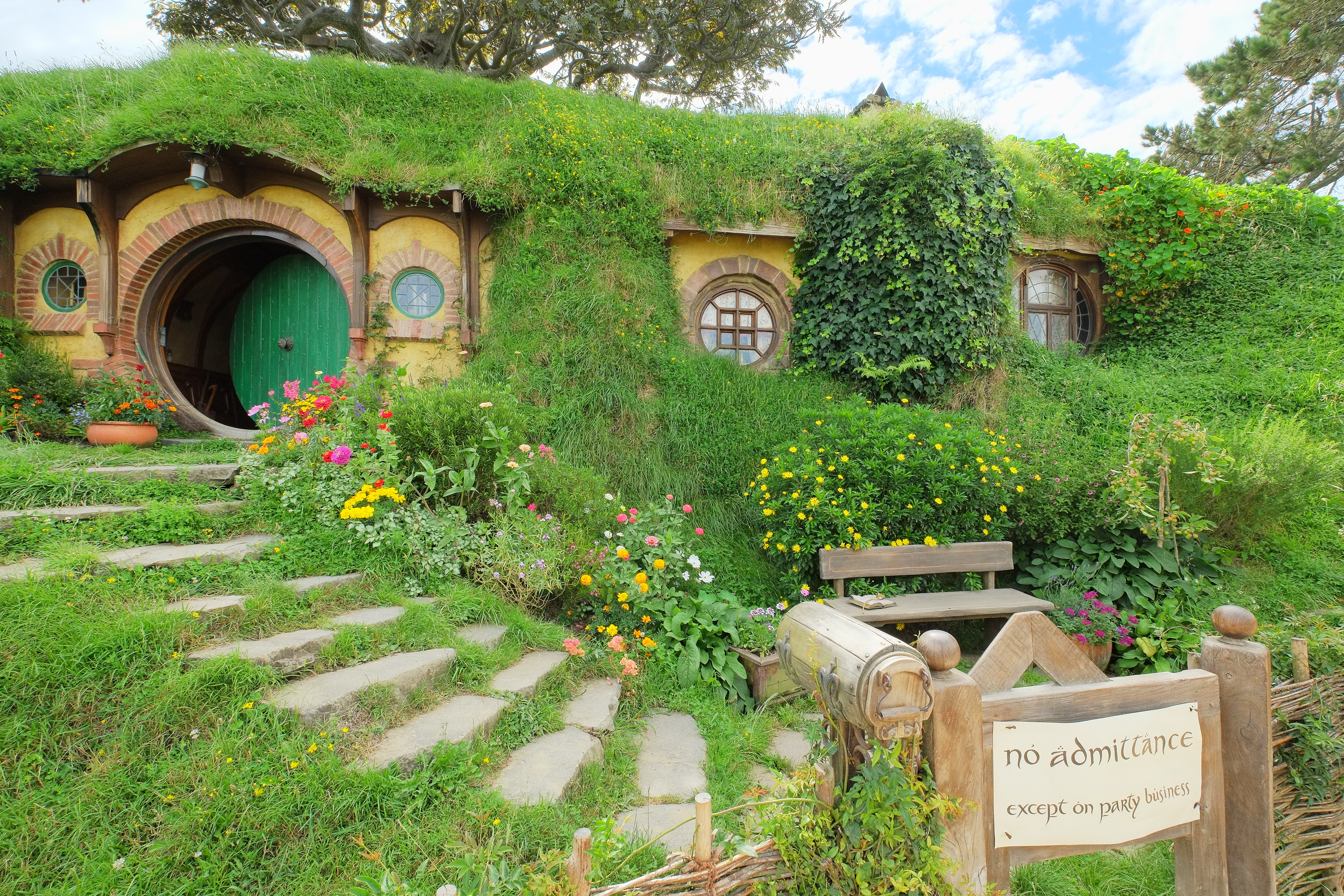
Peter Jackson disse sobre o set: "Parecia que você poderia abrir a porta circular verde de Bolsão e encontrar Bilbo Bolseiro dentro".
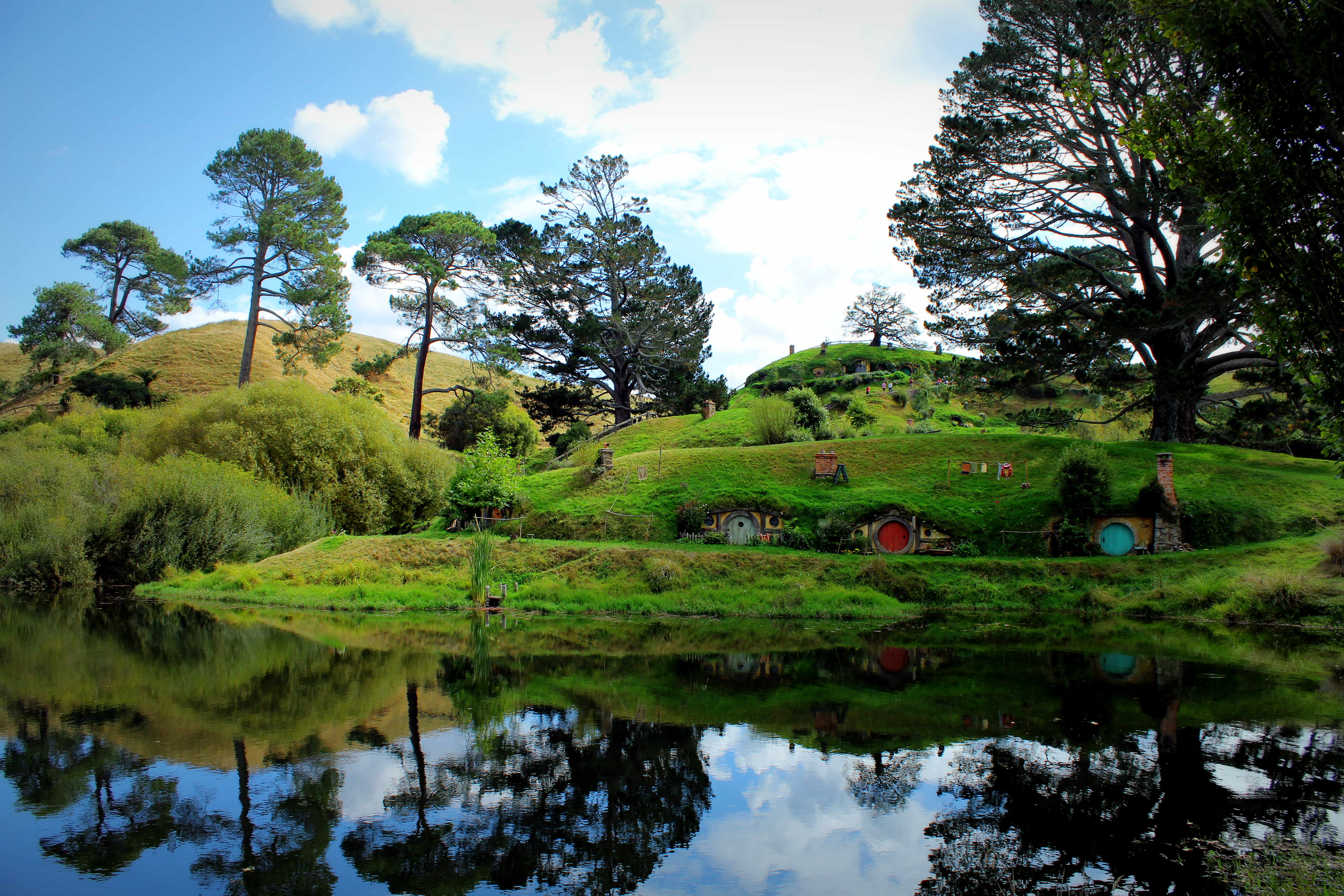
Hobbit holes com vista para o lago no set
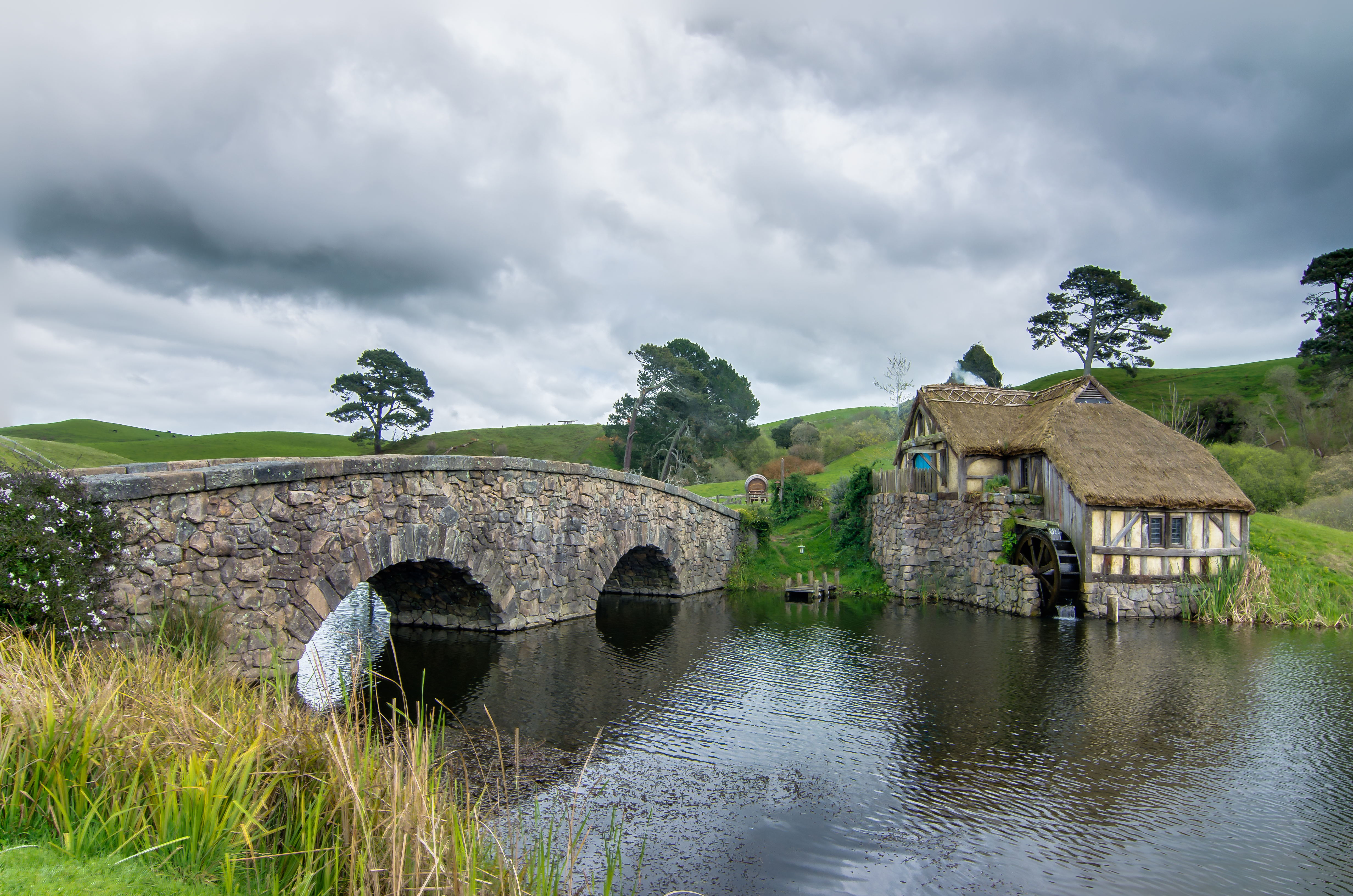
Moinho Hobbiton e ponte de arco duplo
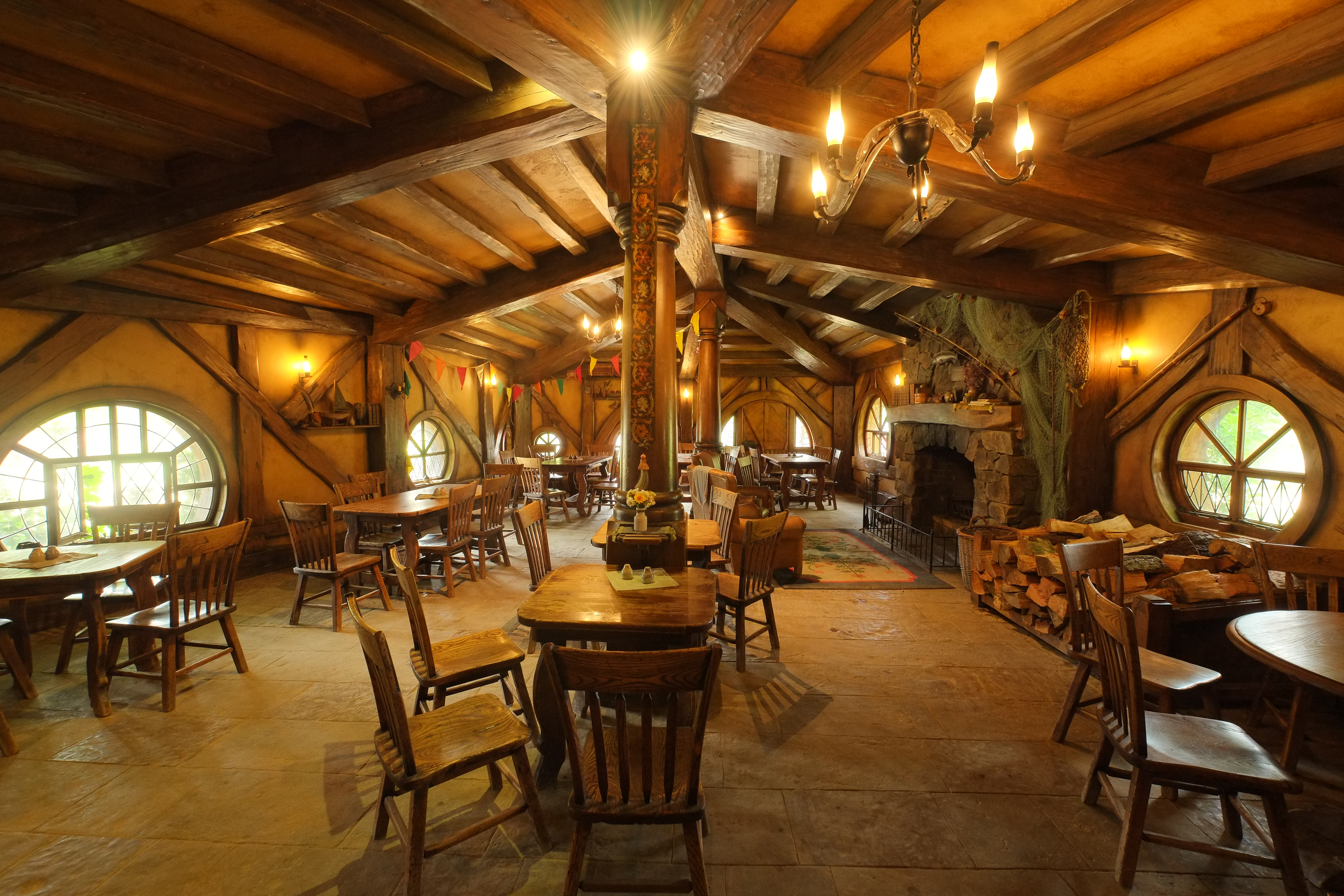
Interior da pousada Dragão Verde